# 貝沼諭
貝沼 諭（かいぬま さとし）は日本の警察官僚、警視長。

## 経歴
1999年に警察庁に入庁。神奈川県警交通規制課長や駐インドネシア日本国大使館一等書記官、警衛室長、警察庁警備局国際テロリズム対策課長などを歴任し2025年1月27日より警察庁警備局外事課長を務める。